# Loin de mon père
Pour plus de détails, voir Fiche technique et Distribution.
Loin de mon père est un film israélien réalisé par Keren Yedaya, sorti en 2014.

## Synopsis
Moshe et Tami forment un couple ayant 20 ans d'écart et dont la relation est violente. Il est révélé que Moshe est le père de Tami.

## Fiche technique
- Titre : Loin de mon père
- Titre original : הרחק מהיעדרו (Loin de son absence)
- Réalisation : Keren Yedaya
- Scénario : Keren Yedaya d'après un roman de Shez (en:Shez)
- Photographie : Laurent Brunet
- Montage : Arik Lahav-Leibovich
- Production : Emmanuel Agneray, Jérôme Bleitrach, Michael Eckelt et Marek Rozenbaum
- Société de production : Transfax Film Productions, Bizibi et Riva Filmproduktion
- Société de distribution : Sophie Dulac Distribution (France)
- Pays de production :  Israël,  Allemagne et  France
- Genre : drame
- Durée : 95 minutes
- Dates de sortie : 
  - France : 20 mai 2014 (festival de Cannes)
  - France : 25 février 2015

## Distribution
- Maayan Turjeman : Tami
- Tzahi Grad : Moshe
- Yaël Abecassis : Shuli
- Tal Ben-Bina : Iris
- Uri Yadlin : Uri
- Adi Shir : Shir
- Or Edri : Or
- Barak Friedman : Barak
- Dor Srugo : Dor

## Distinctions
Le film a été présenté au festival de Cannes 2014 dans la section Un certain regard. Il a été également présenté au festival international du film de Jérusalem et a reçu une mention spéciale dans le cadre du Prix de la jeunesse au festival international du film de Flandre-Gand.